# Robert de Palatinat-Simmern (1461-1507)
Robert de Palatinat-Simmern (né le 16 octobre 1461, mort le 19 avril 1507 à Wörth an der Donau) est le quarante-cinquième évêque de Ratisbonne et prince-évêque de la principauté épiscopale de Ratisbonne de 1492 à sa mort.

## Famille
Ruprecht II est le fils du comte palatin Frédéric Ier (de) de Palatinat-Simmern et de Marguerite d'Egmond. Son père est très pieux et dévoué aux réformes monastiques dans l'esprit de la devotio moderna. À l'exception de Jean Ier, qui succédera à son père comme comte palatin, tous les enfants de Frédéric Ier entreront dans le clergé.

## Biographie
En 1470, Robert devient d'abord vicaire de Strasbourg et de Trèves. Le 3 juillet 1487, il est élu coadjuteur de l'évêque de Ratisbonne Henri IV d'Absberg. Le 8 janvier 1478, il est inscrit à la faculté de droit de l'ancienne université de Cologne (Universitas Studii Coloniensis) avec ses frères Stéphane et Frédéric. Le 25 novembre 1492, il succède à Henri IV d'Absberg.
Immédiatement après son investiture comme évêque, Ruprecht convoque les abbés, abbesses et doyens de son diocèse à Ratisbonne pour leur rappeler l'importance de mettre en œuvre les décisions prises lors du synode provincial de Salzbourg à Mühldorf am Inn en 1490. En outre, Robert exhorte les dirigeants de l'église à mener une vie pieuse.
En 1493, Ruprecht entre en conflit avec le duc Albert IV de Bavière. Le duc avait en effet fait apporter à Munich le vin produit dans la seigneurie de Donaustauf. En tant que corvée, il avait répercuté les coûts sur le clergé du diocèse de Kelheim et des environs de Ratisbonne.Le clergé subit environ 30 000 florins de dommages. L'évêque excommunie le duc et met Kelheim sous interdiction. En 1494, le conflit est réglé en faveur du clergé après la médiation des évêques d'Augsbourg et de Brixen Frédéric II de Zollern et Melchior von Meckau en tant que commissaires impériaux.
À partir de 1494, il se retire de plus en plus au château de Wörth an der Donau (de) pour cause de maladie. Selon des contemporains, il souffrirait d'une grave maladie connue sous le nom de maladie française : ce terme comprend non seulement la syphilis, mais aussi le pian. La maladie, des suites de laquelle il mourra finalement, l'empêche considérablement d'exercer sa charge.
Le diocèse est gravement dévasté lors de la guerre de Succession de Landshut (1503-1505) puis la fondation du duché de Palatinat-Neubourg entraîné un changement de l'ordre séculier. Comme les membres du clergé inférieur de la région d'Abensberg manquent de motivation pour poursuivre les sorcières et les sorciers, on fait appel à l'inquisiteur Henri Institoris qui nomme un délégué.
En 1506, sur les conseils de Louis V du Palatinat, il nomme son frère Jean comme coadjuteur. Après une longue maladie, Robert meurt en 1507 au château de Wörth. Son corps est transféré à Ratisbonne et inhumé dans le presbytère de la cathédrale.